# کاریما آدبیبه
کاریما آدبیبه (به انگلیسی: Karima Adebibe) (زاده ۱۴ فوریه ۱۹۸۵) بازیگر، مدل مراکشی-انگلیسی است.
از فیلم‌های معروف او می‌توان به بازی در فیلم تریپل اکس: بازگشت زندر کیج اشاره کرد.